# Dark Canopy
Dark Canopy (übersetzt: verdunkelter Himmel) ist der erste Band der zweiteiligen dystopischen Romanfolge der deutschen Schriftstellerin Jennifer Benkau. Dark Canopy ist im Jahr 2012 im Loewe/script5 Verlag erschienen. Die Fortsetzung Dark Destiny folgte im Jahr 2013.

## Handlung
Nach dem dritten Weltkrieg haben die Percents – für den Krieg erschaffene Kämpfer – die Herrschaft übernommen und unterdrücken seitdem die Menschen in den Städten.
Die neunzehnjährige Joy gehört zu einem der Rebellenclans, die versuchen außerhalb der Stadt in den Wäldern zu überleben. Als ihre Freundin Amber von den Percents geschnappt wird, plant Joy zusammen mit ihrem besten Freund Matthial und ein paar anderen Amber aus den Händen der Percents zu befreien. Bei dem Versuch in das Hauptquartier der Percents in der Stadt einzudringen, wird allerdings auch Joy gefangen genommen und an den Varlet Neél übergeben, der sie zu einem der Soldaten für das Chivvy, der alljährlichen Hetzjagd auf Menschen, ausbilden soll.
Obwohl sie es für unmöglich gehalten hat, verliebt sich Joy dabei langsam in den Percent Neél. Und auch Neél verliebt sich in sie. Aber beiden ist klar, dass sie keine gemeinsame Zukunft haben werden, auch wenn Joy das Chivvy überlebt. Denn Joy sehnt sich nach Freiheit – einer Freiheit, die es in der Stadt nicht gibt.

## Personen

### Die Percents
Durch ihre Größe, Stärke und Schnelligkeit, der Fähigkeit mit Hilfe ihrer Haut zu atmen und Gerüche wahrzunehmen, dem ausgeprägten Gehör, ihrer Stärke und dem herausragenden Sehsinn sind die Percents den Menschen überlegen. Sie gelten unter den Menschen als arrogant, gefühllos, kalt und grausam. Ihre einzige Schwachstelle ist das Sonnenlicht. Dark Canopy, eine Maschine, die mit Hilfe von Gesteinsstaub den Himmel verdunkelt, schützt die empfindliche Haut der Percents vor der gefährlichen UV-Strahlung und nimmt den Menschen das Sonnenlicht. Nach Sonnenuntergang wird die Maschine ausgeschaltet und zwei Stunden nach Sonnenaufgang wieder in Betrieb genommen. Nur in diesen zwei Stunden nach Sonnenaufgang sind Menschen und Natur ohne den Einfluss von Dark Canopy und auch ohne den Einfluss der Percents, denn die Percents können während dieser Zeit nur mit Schutzanzügen nach draußen.

### Neél
Neél wird von seinem Mentor Cloud gezwungen, Joy als Soldatin für das Chivvy auszubilden. Da Joy die einzige Frau unter den Soldaten für das Chivvy ist, befürchtet Neél, dass sie seine Chancen das Chivvy zu gewinnen mindern wird. Deshalb ist sein Training grausam, hart und unerbittlich. Erst als er ihre Stärke, ihrer Kraft und ihren Widerstand erkennt, verliebt er sich in sie. Aber genau das ist der Grund, warum er sie noch härter trainiert. Er möchte, dass Joy das Chivvy überlebt.
Zudem versucht er zusammen mit einer kleinen Gruppe anderer aufständischer Percents im Geheimen dem Auffinden seltsamer fremdsprachiger Schriftstücke und verstümmelter Leichen ausländischer Percents auf den Grund zu gehen. Joy und Neél hegen die Hoffnung, dass es in einigen anderen Ländern Frieden zwischen den Percents und den Menschen gibt.

### Joy
Joy ist eine starke, junge und willenstarke Frau. Als ihre Freundin Amber gefangen genommen wird, versucht sie alles, um sie wieder zu befreien, denn sie fühlt sich für Ambers Gefangennahme schuldig. Obwohl Joy weiß, dass die Chancen sehr gering stehen Amber zu befreien, überredet sie andere aus ihrem Clan, bei dem gefährlichen Unterfangen mitzumachen. Dabei werden fast alle von den Percents gefangen genommen oder umgebracht. Auch sie selbst wird dabei geschnappt und fortan von dem Varlet Neél für das Chivvy trainiert. Anfangs versucht sie mit aller Kraft zu fliehen, bleibt allerdings erfolglos. Aber auch als sie erkennt, das Neél anders ist, als die meisten Percents, und sich in ihn verliebt, möchte sie nicht in der Stadt bleiben. Joy möchte frei sein. Dafür ist sie bereit alles zu riskieren – auch ihr Leben.

### Matthial
Matthial ist der Sohn des Clanführers Mars, in dessen Clan Joy aufgewachsen ist. Matthial und Joy sind eng miteinander befreundet und schlafen auch miteinander. Während Joy sich aber nur nach Freundschaft und Geborgenheit sehnt, hat Matthial sich in sie verliebt und opfert sogar einen Menschen, um ihr das Leben zu retten. Nach Joys Gefangennahme und dem Rauswurf aus dem Clan seines Vaters, versucht er alles, um sie zu befreien. Allerdings hat er inzwischen auch Verantwortung für seinen eigenen Clan.
Matthial verändert sich in den Monaten während Joys Gefangenschaft. Er arbeitet verzweifelt einen Plan zu ihrer Rettung aus, trotzdem überlebt Joy die Hetzjagd nur mit knapper Not. Neél wird dabei von Matthials Clan gefangen genommen und ins Clanhaus gebracht. Matthial möchte Neél benutzen, um für seinen Clan und sich Vorteile bei den Percents auszuhandeln. Dabei schreckt er auch vor extremer Gewalt nicht zurück. Er handelt kalt, grausam und bleibt unerbittlich, auch als Joy ihn anfleht Neél gehen zu lassen.

## Das Chivvy
Die Percents herrschen seit der Übernahme in den Städten. Außerhalb der Städte gibt es einzelne Clans, die in den Wäldern leben. Diese leisten aber nur noch vereinzelt Widerstand. Seit sich die Menschen am Blutsonnentag erfolglos gegen die Herrschaft der Percents aufgelehnt haben, findet an diesem Tag das Chivvy statt. Die jungen Percents, Varlets genannt, jagen dabei menschliche Soldaten, die zuvor von ihnen ausgebildet wurden. Dadurch werden die Varlets in den Stand des Kriegers aufgenommen. Zudem legt das Chivvy den zukünftigen Stand eines Varlets in der Gesellschaft der Percents fest.

## Trivia
- Es gibt nur männliche Percents. Wissenschaftler experimentierten mit menschlichem Genmaterial und entwickelten die Percents, um sie als Sklaven, menschliche Ersatzteillager und Soldaten einzusetzen –  bis die Percents die Herrschaft an sich rissen.
- Flagg's Boulder ist der Name des Ortes, an dem sich die aufständischen Percents treffen. Der Name spielt auf das Buch The Stand – Das letzte Gefecht von Stephen King an.
- Im Buch erfährt man, dass das Land, in dem die Geschichte spielt, früher Großbritannien genannt wurde. Die Stadt, in der Neél lebt wird von drei Präsidenten regiert, der so genannten Triade. Im Buch erfährt man allerdings nicht, wie diese Stadt heißt, nur dass sie sich an einem Hafen befindet.

## Auszeichnungen
- 2013: UH!-Literaturpreis[1]
- 2013: DELIA-Literaturpreis[2]

## Fortsetzung
- Jennifer Benkau: Dark Destiny. script 5, 2013, ISBN 978-3-8390-0145-5.